# Cetopsorhamdia
Cetopsorhamdia — рід сомоподібних риб родини гептатерових (Heptapteridae). Має 10 видів. Наукова назва походить від грецького слова ketos, тобто «морське чудовисько».

## Опис
Загальна довжина представників цього роду коливається від 2,9 до 12 см. Голова коротка, сильно сплощена зверху. Морда тупа. Є 3 пари коротеньких вусиків. Очі маленькі. Тулуб витягнутий. Спинний плавець помірно високий, із шипом (перший промінь). Грудні плавці широкі. Черевні плавці витягнуті, з короткою основою. Анальний плавець скошений, перший промінь найдовший. Хвостовий плавець подовжений, розрізаний.
Забарвлення коливається від коричневого до чорного з різними відтінками. Плавці світліші за загальний фон.

## Спосіб життя
Біологія вивчена недостатньо. Є демерсальними рибами. Віддають перевагу прісним водоймам. Вдень ховаються біля дна. Активні вночі. Живляться дрібними водними організмами, а також невеличкими безхребетними.

## Розповсюдження
Поширені в басейнах річок Оріноко, Магдалена, Арагуая, Напо, Укаялі, Парана, Сан-Франциско, Бранко, Токантінс і в озері Маракайбо.

## Види
Включає 10 видів
- Cetopsorhamdia boquillae C. H. Eigenmann, 1922
- Cetopsorhamdia filamentosa Fowler, 1945
- Cetopsorhamdia hidalgoi Dario R. Faustino-Fuster & Lesley S. de Souza, 2021.[2]
- Cetopsorhamdia iheringi Schubart & A. L. Gomes, 1959
- Cetopsorhamdia insidiosa (Steindachner, 1915)
- Cetopsorhamdia molinae Miles, 1943
- Cetopsorhamdia nasus C. H. Eigenmann & Fisher, 1916
- Cetopsorhamdia orinoco L. P. Schultz, 1944
- Cetopsorhamdia phantasia D. J. Stewart, 1985
- Cetopsorhamdia picklei L. P. Schultz, 1944